# Kingdom (倖田來未專輯)
《Kingdom》（倖感王國）是日本歌手倖田來未的第6張原創專輯，收錄《BUT/愛的證明》、《FREAKY》、《愛之歌》、《LAST ANGEL feat.東方神起》，以及專輯先行單曲《anytime》5張單曲。

## 發行版本

### CD+2DVD（限量生產版）
- DISC1：CD
  - 包含9首新曲共收錄15首。
- DISC2： DVD
  - 共收錄16首音樂錄影帶，以及「LIVE DVD「KODA KUMI LIVE TOUR 2007 ～Black Cherry～ SPECIAL FINAL in TOKYO DOME」的預告篇。
- DISC3：DVD
  - 收錄2007年6月20日「KODA KUMI PREMIUM LIMITED LIVE IN HALL IN YOKOHAMA ARENA」一夜限定夢幻演唱會。

※特典貼紙3款

※精美紙盒式樣

※KODA KUMI FEVER LIVE IN HALL（倖田來未一夜限定夢幻演唱會）寫真本

### CD+DVD
- DISC1：CD
  - 包含9首新曲共收錄15首
- DISC2：DVD
  - 共收錄16首音樂錄影帶

※特典貼紙1款

### CD ONLY
- 包含9首新曲共收錄15首

※特典貼紙1款

## 曲目

### CD
1. Introduction For Kingdom
作詞/作曲：Kumi Koda
自上張專輯收錄曲「奶茶」以來倖田再度的作詞・作曲的樂曲，為「倖田王國」揭開序幕的開頭曲。
2. LAST ANGEL feat.東方神起
作詞：Kumi Koda, H.U.B.　作曲/編曲：Negin/Lira/Thomas Gustafsson
被男性的歌聲和舞蹈於背後推向前，勇敢地堅強向前邁進，表現出凜然女性的樣子。
電影《惡靈古堡3》日本公開版印象曲、music.jp電視廣告曲
3. 甜蜜陷阱（甘い罠）
作詞：Kumi Koda　作曲/編曲：HIRO
和Shake it一樣，都是富有東方色彩的Hip Hop歌曲。主角是雖然發覺對方花心，可是仍然被一個甜吻所欺騙的女性。
  - HONDA「ZEST SPORTS」廣告曲。

本作於『MUSIC STATION』上首次揭露。
4. 秘密
作詞：Kumi Koda　作曲/編曲：Daisuke"D.I"Imai
這首歌曲是第2首擁有故事性的愛情故事。描寫了陷入不能對別人說的秘密戀情的兩人的愛情還有信賴。擁有輕聲細語的感覺加上R&B的節拍，既甜蜜又難過的情歌。
5. 愛之歌（愛のうた）
作詞：Kumi Koda, Kosuke Morimoto　作曲：Kosuke Morimoto　編曲：Tomoji Sogawa
改變了她的戀愛觀，嶄新的一首歌。唱出就算是曖昧也沒關係，只要能夠聽到溫柔的說話和溫暖就覺得幸福的感覺。
37th單曲
  - music.jp電視廣告曲
6. anytime
作詞：Kumi Koda　作曲/編曲：Hideya Nakazaki
全曲使用接近假聲的輕聲細語，融合了和絃的自然感覺，有點甜又能溫暖人心的Pop tune。同時也是一首wedding song。
39th單曲、專輯先行單曲。
  - 麒麟啤酒「氷結」廣告曲、music.jp電視廣告曲
7. Under
作詞：Kumi Koda　作曲：Adam Royce, Curtis Richardson, Nyticka Hemingway
是本次作品中最將節拍放在重點，走在尖端的Hip Hop歌曲。重的鼓聲還有厚的bass，性感的歌詞也是相當刺激。
  - 高絲・ヴィセ 廣告曲。
8. BUT
作詞：Kumi Koda　作曲/編曲：Tommy Henriksen
雖然是一首無論是歌詞還是音樂錄影帶也以同性愛為主題的冒險歌曲，可是有著絕對會成為大熱歌曲的自信。
35th單曲
  - 松竹・東急系劇場公開，電影《Step up》主題歌、東芝「SoftBank 911T」廣告曲
9. 戀愛魔法（恋の魔法）
作詞：Kumi Koda　作曲：Yuta Nakano　編曲：h-wonder
第一首連作Love Song的最初的故事，描寫了兩人的相遇，接近說話的歌聲也很新鮮。
10. 愛的證明（愛証）
作詞：Kumi Koda　作曲：Reika Yuuki　編曲：Masaki Iehara
35th單曲
  - 日本電視台連續劇《愛の流刑地》主題歌（2007年3月20、21日二夜連續撥出）
11. 你為我所做的一切（あなたがしてくれたこと）
作詞：Kumi Koda　作曲/編曲：Daisuke Inoue
為連作Love Song的最後一首，唱出無法捨棄的依戀的R&B歌曲，與第1話的戀愛魔法作為相對而形成，將兩首歌的歌詞放在一起看的話會變得愈來愈傷感。
12. Wonderland
作詞：Kumi Koda　作曲/編曲：Nao Tanaka
讓人聯想到《愛麗絲夢遊仙境》既繽紛又夢幻的世界觀。
13. FREAKY（精彩蛻變）
作詞：Kumi Koda　作曲/編曲：Tommy Henriksen
表達出「能不能從痛苦的狀況中解脫是要看自己」這樣強烈的信息。
36th單曲
  - 本田「ZEST SPORTS」廣告曲
14. MORE
作詞：Kumi Koda　作曲：Philippe-Marc Anquetil, Christopher Lee-Joe, Anna-Maria La Spina
加入了Jazz Piano, 煽情的情歌，是一首顯示了她「不是要露出身體，而是要成為從內在自然流露出性感氣息的優雅女性」這樣的歌曲。
於「KODA KUMI PREMIUM LIMITED LIVE IN HALL IN YOKOHAMA ARENA」首次揭露的樂曲。
15. Black Cherry（Bonus track）
作詞/作曲/編曲：Daisuke"D.I"Imai
為上張專輯「Black Cherry（黑色櫻桃）」中的「INTRODUCTION」的完整版。

### DVD
- MUSIC VIDEO

1. Introduction For Kingdom
2. anytime（album version）
先行單曲中DVD收錄為別的版本。
3. FREAKY
4. Under
5. （戀愛魔法）
6. 秘密
7. （愛之歌）（album version）
單曲中DVD收錄為別的版本。
8. MORE
9. （甜蜜陷阱）
10. （愛的證明）
11. あなたがしてくれたこと（你為我所做的事）
12. Wonderland
13. Run For Your Life
14. BUT
15. LAST ANGEL feat.東方神起
16. Black Cherry(Live version)
17. Bonus Video：LIVE DVD TRAILER from LIVE DVD「KODA KUMI LIVE TOUR 2007 ～Black Cherry～ SPECIAL FINAL in TOKYO DOME」

### DVD 2
- LIVE DVD「KODA KUMI PREMIUM LIMITED LIVE IN HALL IN YOKOHAMA ARENA」（倖田來未一夜限定夢幻演唱會）

1. Cherry Girl
2. BUT
3. WON’T BE LONG
4. Someday
5. you
6. hands
7. MORE
8. Your song
9. (戀愛花蕾) (A Cup of Milk Tea Bossa Nova Ver.)
10. Sweet Love…
11. WIND
12. FREAKY（精采蛻變）
13. girls'
14. Through the sky